# Котлиці (Люблінське воєводство)
Котлиці (пол. Kotlice) — село в Польщі, у гміні Мячин Замойського повіту Люблінського воєводства.
Населення — 413 осіб (2011).
У 1975-1998 роках село належало до Замойського воєводства.

## Демографія
Демографічна структура станом на 31 березня 2011 року:
|          | Загалом | Допрацездатний вік | Працездатний вік | Постпрацездатний вік |
| -------- | ------- | ------------------ | ---------------- | -------------------- |
| Чоловіки | 183     | 44                 | 123              | 16                   |
| Жінки    | 230     | 52                 | 110              | 68                   |
| Разом    | 413     | 96                 | 233              | 84                   |